# Erneuerbare Energien in Schottland

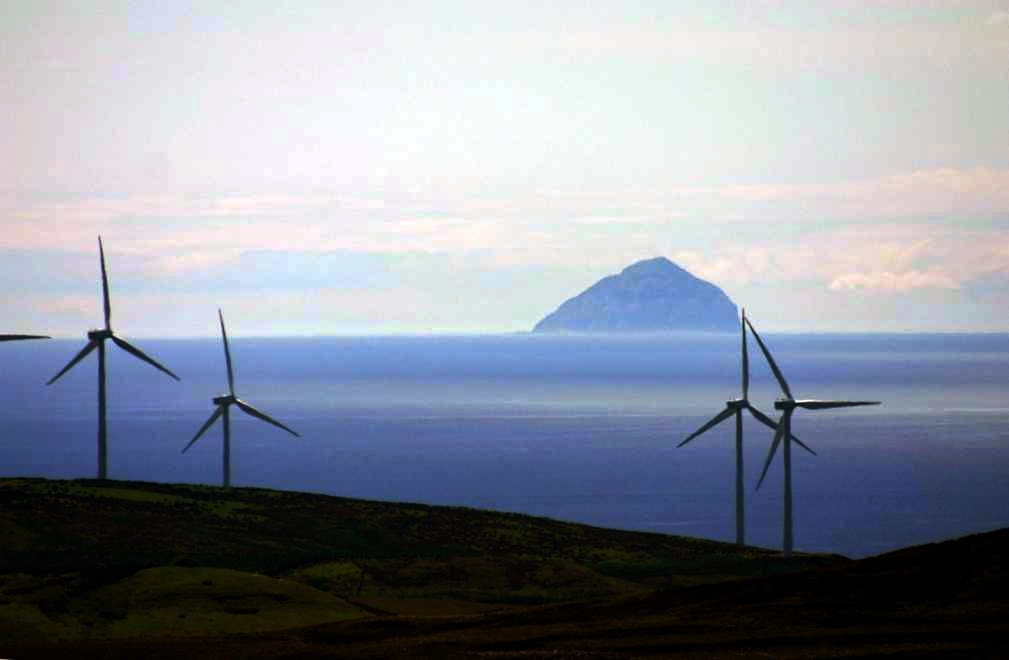
Wind, Wellen und Tidenhub machen mehr als 80 % von Schottlands erneuerbarem Energiepotential aus.

Die Produktion erneuerbarer Energien in Schottland ist ein Gebiet, das in den ersten Jahren des 21. Jahrhunderts in den Blickpunkt der technischen, politischen und ökonomischen Betrachtung gekommen ist. Das Potenzial der erneuerbaren Energien in Schottland ist im europäischen und auch im globalen Vergleich sehr groß.

## Allgemeines
Neben der installierten Wasserkraftwerk-Kapazität von 1,3 Gigawatt (GW) von (Stand 2010) hat Schottland folgende geschätzte Potenziale:
- 36,5 GW Windenergie
- 7,5 GW von Gezeitenkraftwerken, 25 % der geschätzten Potenzials für die EU
- 14 GW Wellenkraftwerke, 10 % des EU-Potenzials[2][3]

Das Potenzial, aus Tidenhub und erneuerbaren Energiequellen elektrische Energie zu erzeugen, reicht für mindestens 60 GW, das ist wesentlich mehr als die existierenden Kapazitäten aus den schottischen Brennstoffquellen, die 2005 10,3 GW lieferten.
Viele dieser Potenziale sind noch unerschlossen, aber stetige technische Fortschritte erlauben es, immer mehr dieser erneuerbaren Ressourcen zu erschließen. Die Sorgen um „peak oil“ und Klimawandel bringen diesen Möglichkeiten stärkere Beachtung.
Die Finanzierungsmöglichkeiten vieler Projekte sind noch spekulativ oder auf staatliche Subventionen angewiesen; gleichwohl ist nachweisbar, dass es eine deutliche und aller Wahrscheinlichkeit nach dauerhafte Änderung in der Wirtschaftlichkeit zugunsten dieser erneuerbaren Energie gibt.
Zusätzlich zur geplanten Vergrößerung der Kapazitäten sowohl der großtechnischen als auch der Kleinsysteme zur Umwandlung von erneuerbarer Energie werden verschiedene Maßnahmenpakete zur Verringerung von Treibhausgasen erforscht. Obwohl es eine breite Unterstützung für diese Technologien gibt, nehmen auch die Sorgen über die Rückwirkungen auf die Umwelt einen breiten Raum in der Diskussion ein.

## Ausschöpfung des Potenzials
Im Januar 2006 betrug die installierte Leistung für die Erzeugung elektrischer Energie aus erneuerbaren Quellen weniger als 2 GW, etwa ein Fünftel der Gesamtkapazität. Im Januar 2007 erreichte die Windenergie, die am schnellsten wuchs, eine Kapazität von 1 GW. Insgesamt erreichte die Kapazität aller erneuerbaren Energiequellen 2,3 GW. Dabei muss berücksichtigt werden, dass der Stromverbrauch nur einen Teil des gesamten Energieverbrauchs ausmacht. 2002 verbrauchte Schottland insgesamt 175 Terawattstunden (TWh) Energie in allen Formen, etwa 2 % weniger als 1990. Von dieser Gesamtmenge wurden nur 20 % in Form von elektrischer Energie von den Endnutzern verbraucht, der Hauptanteil der genutzten Energie wurde als Öl (41 %) oder Gas (36 %) verbrannt.
Schottland hat bedeutende Vorräte fossiler Brennstoffe, darunter 62,4 % der nachgewiesenen Ölreserven der EU, 12,5 % der nachgewiesenen Gasreserven der EU und 69 % der Kohlereserven von Großbritannien. Trotzdem hat sich die schottische Regierung ambitionierte Ziele für die Produktion erneuerbarer Energien gesetzt. Absicht war es, 18 % der schottischen Elektrizitätsproduktion im Jahr 2010 aus erneuerbaren Quellen zu speisen und diesen Anteil bis 2020 auf 40 % zu steigern.
Ein wichtiger Grund für diesen Ehrgeiz ist die wachsende internationale Besorgnis über die von Menschen verursachte globale Erwärmung. Der Vorschlag der 'Royal Commission on Environmental Pollution' (königlichen Kommission über die Umweltverschmutzung), den Kohlendioxidausstoß um 60 % zu reduzieren, wurde 2003 im Weißbuch der Regierung aufgenommen. Der Stern-Report von 2006 schlug eine Reduzierung um 55 % bis 2030 vor. Der 2007 vorgelegte Vierte Sachstandsbericht des IPCC hat den Blick auf das Problem geschärft.
Im Jahr 2020 konnte die Stromnachfrage zu 97,4 % durch Erneuerbaren Energien gedeckt werden.

## Windenergie

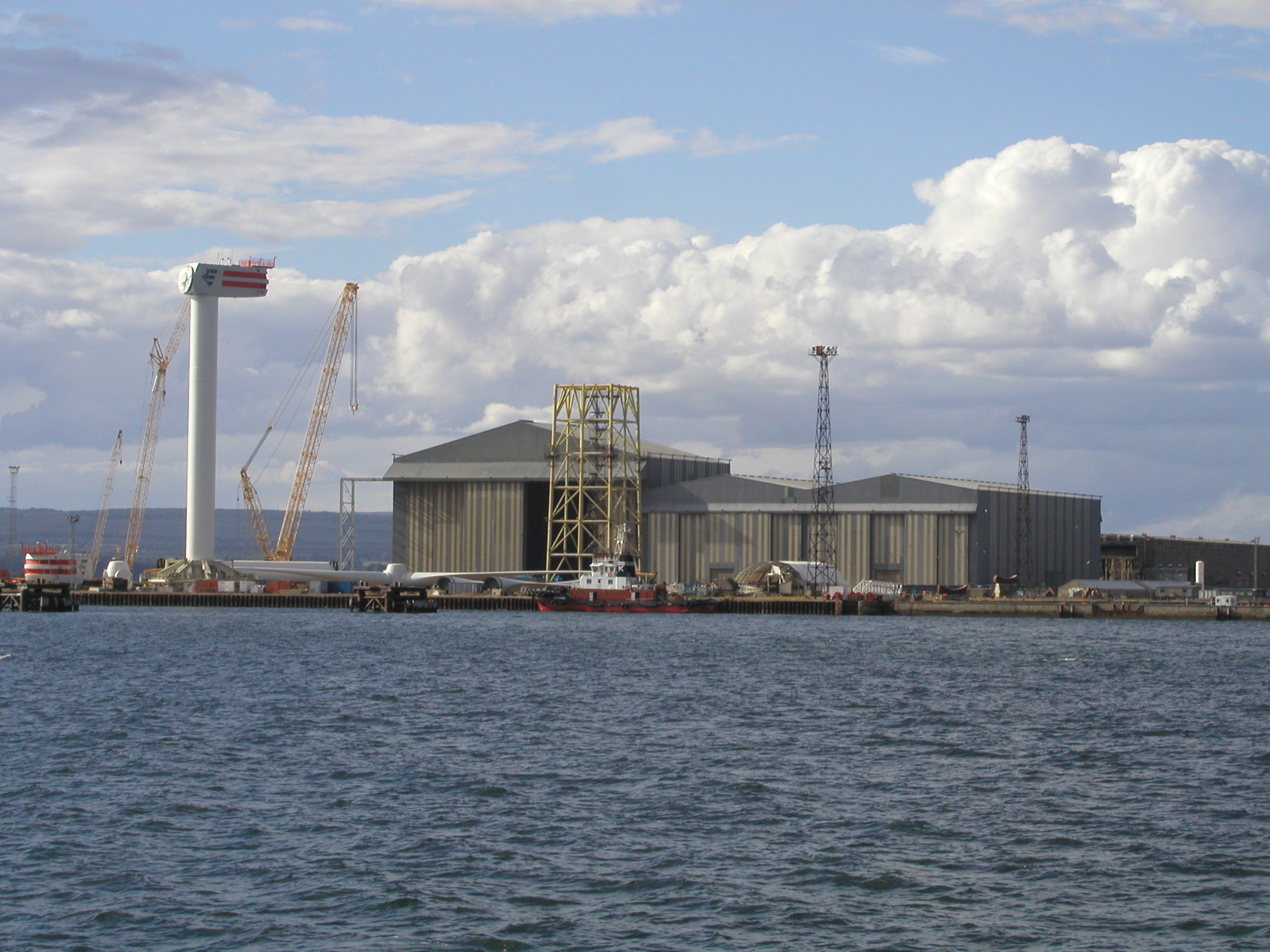
5-MW-Windrad in Bau im Nigg-Werk am Cromarty Firth

Windenergie ist eine erneuerbare Energie, welche während der Produktion keine klimaschädlichen Abgase erzeugt, nur durch die Herstellung und den Transport der Windkraftanlagen fallen solche an.
Die Energierücklaufzeit (energetische Amortisationszeit) beschreibt die Zeit, die vergeht, bis ein Kraftwerk genauso viel Energie erzeugt hat, wie zu seiner Produktion, Transport, Errichtung, Betrieb usw. benötigt wurde. Die Energierücklaufzeit beträgt bei Windkraftanlagen etwa zwei bis sechs Monate und auch nach konservativen Schätzungen deutlich unter einem Jahr.
Windkraft ist weltweit (und auch in Schottland) die am schnellsten wachsende Technologie der erneuerbaren Energien. Wegen des stark schwankenden Windangebots produzieren Windkraftanlagen in der EU im Jahresmittel Elektrizität mit 25 % ihrer Nennkapazität. Das starke Windaufkommen in Schottland ergibt Durchschnittsleistungen von 40 % und mehr an der West- und Nordküste. Eine kleine Windfarm auf den Shetland mit drei Vestas-V47-Windkraftanlagen mit einer Nennleistung von 660 kW schaffte sogar den Weltrekord von 58 % Jahresdurchschnittsleistung.
Es gibt mehrere große Onshore-Windparks (auf Land), z. B.
- Black Law mit einer Nennleistung von 96 MW
- Hadyard Hill, der erste Windpark in UK, der mehr als 100 MW erzeugen kann
- Whitelee, ein geplantes 322-MW-Projekt[19][20][21]

Mögliche Standorte der Windparks werden kontrovers mit denjenigen diskutiert, die Bedenken um das Landschaftsbild haben.
Das Onshore-Windpotential wird auf 11,5 GW geschätzt, genug für die Erzeugung von 45 TWh elektrischer Energie im Jahr. Mehr als doppelt so groß ist das Potenzial der Offshore-Flächen, wo der Wind stärker weht als an Land.
Das gesamte Offshore-Potenzial wird auf 25 GW geschätzt, was ausreichen würde, um die Hälfte des schottischen Energieverbrauchs zu befriedigen. Die ersten Offshore-Turbinen sind in Bau für Talisman Energy, die zwei große Maschinen 25 km vor der Küste nahe dem Beatrice-Ölfeld installiert. Diese Windräder sind 88 m hoch mit Flügeln von 63 m Länge und haben eine Kapazität von jeweils 5 MW. Etwa 20 bis 30 Kilometer vor der Küste von Schottland soll der größte schwimmende Windpark Europas errichtet werden. Er soll aus fünf 6-MW-Windkraftanlagen bestehen soll, wurde im Jahr 2015 genehmigt und soll im Jahr 2017 in Betrieb gehen.

## Wellenenergie
Verschiedene Systeme sind in der Entwicklung um das Potenzial der Wellenenergie vor Schottlands Küste zu nutzen. Pelamis Wave Power (früher Ocean Power Delivery) ist eine in Edinburgh ansässige Firma- deren Pelamis-System auf Orkney und in Portugal getestet wurde. Diese Geräte bestehen aus 150 m langen, 3,5 m dicken schwimmenden Röhren, welche die mechanische Energie der Wellen auffangen. Zukünftige Wellenfarmen können aus verbundenen 750-kW-Maschinen bestehen, die durch ein Seekabel mit dem Festland verbunden sind.
Eine andere Lösung wird vom LIMPET-500-Energie-Konverter (Land Installed Marine Power Energy Transformer) benutzt, die von der Firma Wavegen Ltd. auf der Insel Islay installiert wurde. Es ist eine auf dem Strand installierte Einheit und erzeugt elektrische Energie, wenn Wellen den Strand heraufrollen. Dabei erzeugen sie einen Überdruck in einer in der Anlage enthaltenen schwingenden Wassersäule. Dieses wiederum erzeugt komprimierte Luft, die zwei 250-kW-Generatoren betreibt. LIMPET wurde 2001 eingeführt und ist die weltweit erste Wellenkraftanlage im kommerziellen Maßstab. Die Hersteller entwickeln nun ein größeres System für die Färöer.
Die Finanzierung für UKs ersten Wellenpark wurde von der schottischen Regierung am 22. Februar 2002 bekanntgegeben. Es wird der größte der Welt sein. Die vier Pelamis-Maschinen kosteten über 4 Mio. Pfund und erzeugen 3 MW elektrische Energie. Die Finanzierung ist Teil eines 13-Mio.-Pfund-Finanzierungspaketes für maritime Energieprojekte in Schottland, welche auch Entwicklungen von Aquamarine's Oyster- und Ocean Power Technology's PowerBuoy-Wellensysteme, unterseeische Wellenkraftanlagen, schwimmende Rotoranlagen, für ein Gezeitenkraftwerk für die Churchill-Barriere, die Open-Hydro-Gezeiten-Ringturbinen, und weitere Entwicklung für das Wavegen-System. Weitere 2,5 Millionen Pfund wurden für die European Marine Energy Centre (EMEC) in Orkney bereitgestellt. Dies ist eine neue, von der schottischen Regierung unterstützte Forschungseinrichtung, die ein Wellenmesssystem in Billia Croo auf der Orkney-Hauptinsel und eine Gezeitenmessstation auf der nahegelegenen Insel Eday betreibt. Bei der offiziellen Einweihung des Eday-Projektes wurde der Standort beschreiben als „der erste seiner Art in der Welt, der den Entwicklern von Wellen- und Gezeitenkraftwerken speziell angepasste Testmöglichkeiten bietet“.

## Wasserkraft

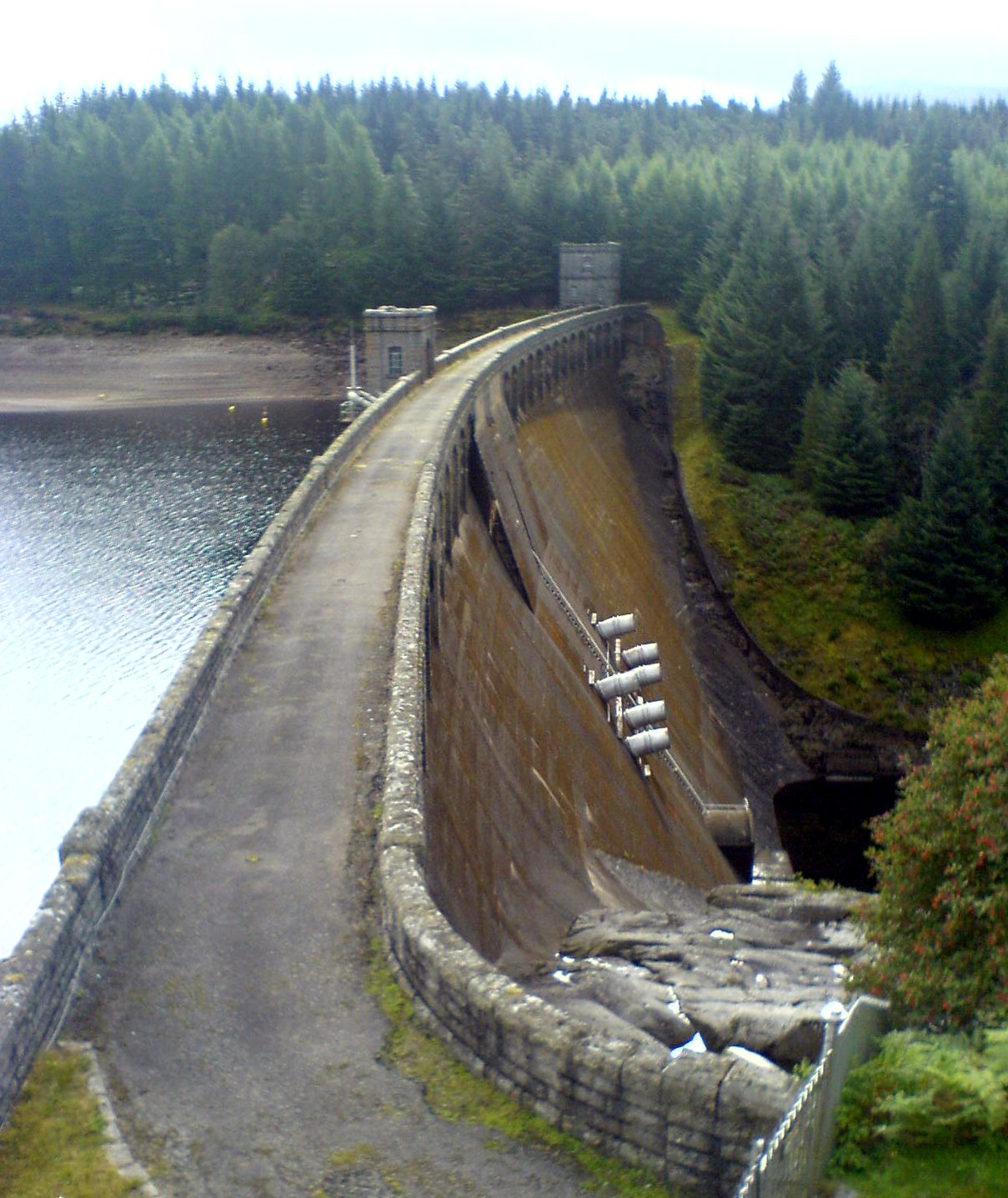
Eine typische Staumauer eines Wasserkraftwerkes auf dem Schottischen Hochland bei Loch Laggan

Schottland besitzt 85 % der Wasserkraft-Kapazitäten des Vereinigten Königreichs. Vieles davon wurde um 1950 von North of Scotland Hydro-Electric Board ('Wasserkraftwerksgesellschaft Nordschottland') entwickelt. Die „Wasserkraftwerksgesellschaft“ war damals ein Staatsunternehmen, wurde 1989 privatisiert und ist nun Teil der Scottish and Southern Energy plc.
Viele der abgelegenen weiten Täler wurden im Rahmen dieser Maßnahmen geflutet. Zusätzlich wurden Berge untertunnelt und Flüsse aufgestaut. Emma Wood, die Autorin einer Studie dieser Pioniere schrieb:

„Ich hörte von untergegangenen Farmen und kleinen Orten, dem Ruin der Lachsfischerei und davon, wie Inverness hinweggewaschen werden könnte, wenn die Dämme im Binnenland versagen würden. Ich hörte von den riesigen Kristalladern, die sie fanden, als sie die Tunnels tief unter den Bergen voran trieben.“

Die Kapazität betrug 2006 1,33 GW, dazu gehören große Projekte wie das 120-MW-Breadalbane-Wasserkraftwerk und das 245-MW-Tummel-System. Es wird vermutet, dass weniger als 0,3 GW zusätzlich erschließbar sind. Es gibt noch weitere Potenziale für Pumpspeicherkraftwerke. Beispiele dafür sind das 440-MW-Ben-Cruachan- und das 300-MW-Falls-of-Foyers-Projekt. Das 100-MW-Glen-Doe-Projekt, das in der Entwicklung ist und Schottlands größtes Bauprojekt darstellt, ist das erste Großprojekt seit etwa 50 Jahren.
Dazu gibt es noch ein weiteres Potenzial von kleinen verteilten Kraftwerken an den Flüssen, wie es sie bereits in Knoydart gibt und für Kingussie geplant ist, aber die Gesamterzeugung dieser Projekte ist trotz ihrer lokalen Bedeutung im nationalen Maßstab winzig.

## Gezeitenkraft

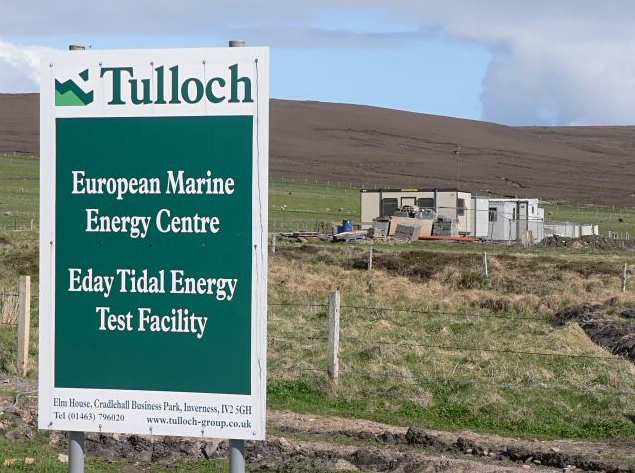
European Marine Energy Centre: Gezeitenkraftwerks-Testgelände im Bau

Anders als bei der Ausnutzung von Wind und Wellen ist die Gezeitenkraft eine sehr vorhersehbare Energiequelle. Die dazugehörige Technologie steckt jedoch noch in den Kinderschuhen und zahlreiche Gezeitenkraftwerke sind noch im Prototypenstadium.
Der Pentland Firth zwischen Orkney und dem Festland Schottlands wird als das „Saudi-Arabien der Gezeitenkraft“ beschrieben und soll in der Lage sein, aus der Strömungsenergie des Wassers bis zu 10 GW zu erzeugen (andere Gezeitenkraftwerke arbeiten mit dem Höhenunterschied des aufgestauten Wassers). Auf den Orkneys gibt es weitere potentiell ertragreiche Möglichkeiten der Energiegewinnung aus den Gezeiten. Starke Gezeitenströmungen an der Westküste bei Kyle Rhea zwischen Skye und Lochalsh, dem Grey Dog nördlich von Scarba, dem Dorus Mor von Crinan und der Straße von Corryvreckan bieten ebenso bedeutende Möglichkeiten.

## Biobrennstoffe
Es gibt zahlreiche biogene Brennstoffe.
Als Bioenergie bezeichnet man Energie, die aus Biomasse gewonnen wird. In Biomasse ist Energie chemisch gespeichert. Man unterscheidet verschiedene Bioenergieformen wie Wärme, elektrische Energie und Kraftstoff für Verbrennungsmotoren.
Biogene Rohstoffe sind nachwachsende Rohstoffe:
- Holz (Festbrennstoff)
- landwirtschaftliche Produkte (Agrarrohstoffe)
- organische Reststoffe aus unterschiedlichen Bereichen

### Biodiesel
Verschiedene Verfahren der Biodiesel-Herstellung existieren zurzeit. Im größeren Maßstab arbeitet das Argent-Kraftwerk in Motherwell, North Lanarkshire, wo Talg aufgearbeitet wird und durch Kochen des Öls 50 Millionen Liter Biodiesel pro Jahr gewonnen werden.
Die Energiebilanz von flüssigen Biokraftstoffen wird kontrovers diskutiert. Geforscht wird an der Möglichkeit, Rapsöl in Biodiesel zu verwandeln, und die EU-Richtlinie 2003/30/EG versucht sicherzustellen, dass im Jahr 2010 5,75 % des europäischen Treibstoffbedarfs aus erneuerbaren Quellen kommt. Im Vereinigten Königreich gibt es jedoch nur pflanzliche Restöle für den Ersatz von 0,38 % des augenblicklichen Treibstoffbedarfs. Wenn das gesamte bewirtschaftbare Land mit Ölsamen bebaut würde, reichte diese Menge nur für 22 % des augenblicklich existierenden Treibstoffbedarfs. Es gibt ernste Bedenken bezüglich der ethischen Frage, ob es erlaubt sei, in Entwicklungsländern Pflanzen für Biodiesel statt der dringend benötigten Nahrungsmittelpflanzen anzubauen und den Treibstoff dann nach Europa zu importieren. Bei der Umstellung jedes stark genutzten Transportsystems gibt es auch das Huhn-Ei-Problem: Einerseits braucht man eine überall verfügbare Infrastruktur der Versorgung, um mit der Umstellung zu beginnen, andererseits lohnen sich die hohen finanziellen Investitionen dafür erst, wenn auch genügend Absatz da ist.
Wegen der relativ kurzen Wachstumsperiode für Zucker produzierende Pflanzen wird Ethanol in Schottland nicht kommerziell als Treibstoff produziert. Es gibt jedoch erfolgversprechende Ansätze für die Vergärung von Zellulose, wodurch die Verwendung von Gras und Abfallholz ermöglicht wird. Der damit erzeugte Biodiesel soll dann auch eine bessere Energiebilanz als die augenblicklichen Erzeugungsverfahren haben.

### Anaerobe Vergärung und Deponiegase
Biogas oder Deponiegas ist ein Biokraftstoff, der durch anaerobe Vergärung entsteht und der zu 45–90 % aus biologisch erzeugtem Methan und Kohlendioxid besteht. Anfang 2007 wurde in Stornoway auf den Western Isles eine Anlage mit wärmeliebenden Bakterien zur anaeroben Vergärung errichtet. Die Scottish Environment Protection Agency (SEPA) und die Renewable Energy Association sind auch führend in der Etablierung eines Vergärungsstandards, um die Verwendung von festen Reststoffen aus der Biogasanlage in der Landwirtschaft zu erleichtern. Anaerobe Vergärung und mechanisch / biologische Behandlungsanlagen werden für weitere Standorte in Schottland geplant, so zum Beispiel Westray.
2006 wurde vermutet, dass 0,4 GW Erzeugungskapazität aus landwirtschaftlichen Abfällen möglich sind. Die schottische Regierung und SEPA haben sieben kleine landwirtschaftliche Versuchsanlagen zusammen mit der britischen Biogasanlagen-Firma Greenfinch in Südwest Schottland gefördert.
Deponiegase haben ein zusätzliches Potenzial von 0,07 GW. Deponiegasanlagen wie bei der Avondale-Deponie in Falkirk verbrauchen ihr Deponiegas weitgehend für den Eigenbedarf.

### Feste Biomasse
Wahrscheinlich übertrifft im Moment der Brennstoff Holz die Wasserkraft und die Windenergie als Hauptlieferant der erneuerbaren Energie. Die schottischen Wälder, die 60 % aller Wälder in Großbritannien ausmachen, können pro Jahr bis zu 1 Million Tonnen Holzbrennstoff liefern. Die Versorgung durch Energie aus Biomasse (hauptsächlich von Holz) kann 450 MW erreichen mit steigender Tendenz, wobei die Kraftwerke 4500–5000 Tonnen ofentrockenes Holz pro Megawatt und Jahr benötigen. Der Energiekonzern E.ON hat ein 44-MW-Biomassekraftwerk in Lockerbie gebaut, das Biomasse aus örtliche Ernte verwendet während das kleinere, aber dennoch nicht zu vernachlässigende EPR Westfield-Kraftwerk in Fife 9,8 MW aus Hühnerabfall produziert. Die Forstverwaltung hat zusammen mit der schottischen Regierung einen Aktionsplan für die Verwendung von Biomasse vorgelegt, und von der Regierung wird erwartet, dass sie ein 7,5-Million-Pfund-Biomassen-Unterstützungsprogramm auflegt. Es gibt eine wachsende Nachfrage nach automatisch betriebenen Holzpellets-Heizkesseln, die ebenso bequem zu bedienen sind wie bisher gängige Systeme und die in Zukunft billiger sein könnten und kohlendioxid-neutral sind.
Zusätzlich gibt es an manchen Orten die Möglichkeit, energiehaltige Pflanzen zu verwenden, wie short-rotation willow oder poplar coppice, michanthus Energiegras, landwirtschaftliche Abfälle, wie Stroh und Mist, und Restholz. Diese Materialien reichen für 0,8 GW Erzeugungskapazität.

## Kleinsysteme

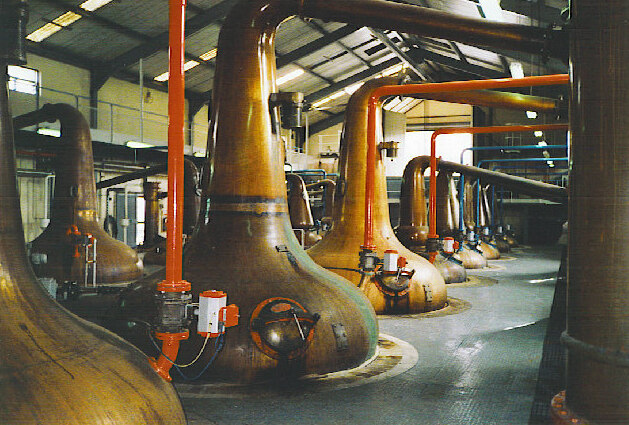
Whiskybrennereien halten Schotten warm.

Die Energy Savings Trust (Energie Einspar Stiftung) schätzt, dass Kleinsysteme im Jahr 2050 30–40 % des Strombedarfs von Großbritannien decken können, wobei die augenblickliche Erzeugung in Schottland vernachlässigbar ist. Im Mai 2006 startete der Minister für die Gemeindeentwicklung Malcolm Chisholm einen Planungshinweis, in dem für Kleinsysteme der erneuerbaren Energiegewinnung geworben wurden. Kleinformatige 'wind2heat' (WindzuWärme) Projekte, die Windräder benutzen, um direkt Elektrospeicheröfen zu beheizen, haben sich in abgelegenen Landstrichen als erfolgversprechend herausgestellt. Dies trifft auch auf andere kleinräumige Verfahren wie windgetriebene Wärmepumpen zu.
Whiskybrennereien haben auf lokaler Ebene einen bedeutenden Beitrag zu leisten. Caithness Heat and Power (Heizung und Energie) plant, der Treibstoffknappheit in Wick durch die Nutzung von Kraft-Wärme Kopplung mit Holzpellets in Zusammenarbeit mit der Pulteney-Brennerei. zu begegnen. Auf der Insel Islay wird ein Schwimmbecken durch die Abwärme der Bowmore-Brennerei beheizt. In Edinburgh soll die Tynecastle High School, die im Jahr 2010 fertiggestellt sein soll, mit der Abwärme der benachbarten North British Brennerei beheizt werden.

### Sonnenenergie

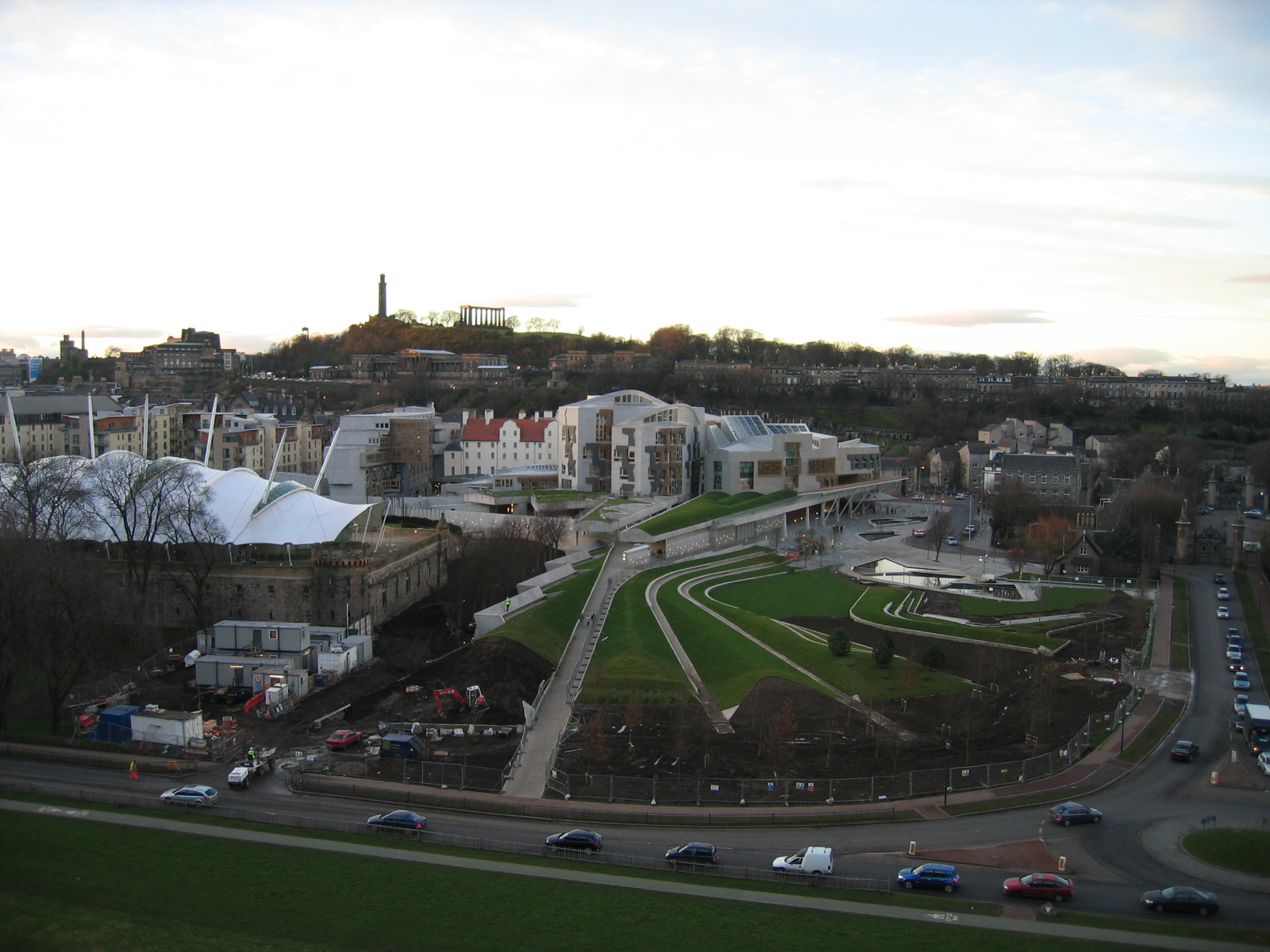
Das schottische Parlament in Edinburgh. Sonnenkollektoren sind links der Mitte zu sehen.

Trotz der relativ wenigen Sonnenstunden in Schottland können Solarthermieanlagen nutzbringend verwendet werden, gestatten sie es doch, auch bei wolkenbedecktem Himmel heißes Wasser zu liefern. Die Technologie wurde in den 1970er Jahren entwickelt und ist bei vielen örtlichen Installateuren gut verankert, obwohl die AES Solar in Forres (die die Sonnenkollektoren für das schottische Parlament lieferten) der einzige schottische Hersteller ist.
Es gibt nur einzelne Beispiele für Photovoltaikanlagen in Schottland, da die Einspeisevergütung im Moment nicht konkurrenzfähig ist. Die größte Installation in Schottland ist eine 21-kW-Anlage in der Sir E. Scott secondary school in Tarbert, Harris. Die in Großbritannien installierbare Basis wird auf 7,2 TWh pro Jahr geschätzt, woraus sich die für Schottland abschätzbare Größe von höchstens 0,07 GW ergibt.
Eine andere Methode, um Sonnenenergie zu nutzen, wurde in Schottland durch ein Straßen-Energie-System eingeführt. Dieses nutzt wassergefüllte Leitungen im Straßenbelag. Im Sommer wird der dunkle Asphalt durch die Sonne aufgeheizt, wodurch wiederum das Wasser in den Rohren erwärmt wird. Dieses erwärmte Wasser kann dann in unterirdischen Speichern gesammelt werden, um dann die Wärme im Winter mit Hilfe von Wärmepumpen abzugeben. Die Temperatur des genutzten Wassers liegt bei 20 °C, was bedeutet, dass weniger Energie zum Heizen gebraucht wird, als wenn kaltes Leitungswasser genutzt wird. Straßenbeläge mit einer Fläche von 10 × 40 m² können 108 MWh jährlich erbringen. Andererseits kann dieses System auch zum Kühlen von Wasser genutzt werden, wobei das kalte Wasser zur Klimatisierung von Gebäuden im Sommer genutzt wird. Diese Technologie kann auch genutzt werden, um Straßen zu erwärmen oder zu kühlen, um dadurch die Straße im Winter eisfrei zu halten und im Sommer das Erweichen des Asphalts zu verhindern. Das verlängert die Lebensdauer des Straßenbelages. Dieses Straßen-Energie-System wurde von einer niederländischen Firma entwickelt und an eine Firma namens Invisible Energy Systems in Ullapool lizenziert, welche die Technologie in ihrem Parkplatz installiert haben.

### Erdwärme
Erdwärme oder Geothermie wird genutzt, indem die Wärme der Erde angezapft wird. Die meisten Systeme in Schottland stellen Arbeitswärme bereit, indem sie die Gebäudeheizung durch Wärmepumpen unterstützen, welche die Wärme durch dünne Rohrsysteme aus dem Boden herausholen. Ein Beispiel ist das Glenalmond-Straßen-Projekt in Shettleston, das eine Kombination von Solar- und Erdwärme nutzt, um 16 Häuser zu heizen. Wasser in einer 100 m tiefen Kohlenmine wird durch die Erdwärme ganzjährig auf 12 °C aufgeheizt. Das Wasser wird hochgepumpt und durch eine Wärmepumpe auf ein Niveau von 55 °C angehoben und dann in den Häusern verteilt, um dort die Heizungsradiatoren zu erwärmen.
Obwohl die Pumpen nicht von erneuerbaren Quellen gespeist werden, wird bis zum Vierfachen der eingesetzten elektrischen Energie an Wärme zur Verfügung gestellt. Die Installationskosten schwanken zwischen £ 7.000 und £ 10.000, Bürgschaften gibt es von der Scottish Community and Householders Renewables Initiative, welche über die Highlands and Islands Community Energy Company HICEC für Haushalte bis zu £ 4.000 bereitstellt. Möglicherweise sind bis zu 7,6 TWh Energie jährlich aus dieser Quelle verfügbar.

## Andere Wege, den Kohlenstoffdioxid-Ausstoß zu reduzieren
Wenn der Kohlendioxid-Ausstoß verkleinert werden soll, ist eine Kombination von vermehrter Energieerzeugung aus erneuerbaren Quellen und der Verminderung des Energieverbrauchs im Allgemeinen und von fossiler Energie im Besonderen notwendig. Bezüglich des letzten Zieles kündigte Gordon Brown, damals Schatzkanzler von Großbritannien, im November 2006 an, dass innerhalb einer Dekade alle neuen Häuser als Passivhaus errichtet werden müssen. Verschiedene andere Möglichkeiten der Verminderung existieren, viele davon beeinflussen die Entwicklung von erneuerbarer Energie, auch wenn sie nicht direkt mit der Erzeugung von Energie aus erneuerbaren Quellen zu tun haben.

### Andere erneuerbare Quellen
Viele andere Ideen für die Nutzung erneuerbarer Energien, die noch wie das Meereswärmekraftwerk, Deep Lake Water Cooling oder Osmosekraftwerke im frühen Entwicklungsstadium sind, haben in Schottland noch keinen Niederschlag gefunden, wahrscheinlich, weil das Potenzial weniger spektakulärer Technologien so groß ist.

### Ausgleich von Kohlendioxidausstoß
Der Ausgleich von Kohlendioxidausstoß erfolgt dadurch, dass Individuen oder Organisationen einen Ausgleich für den von ihnen erzeugten Verbrauch von fossilen Brennstoffen schaffen, indem sie Projekte unterstützen (meistens mit Geldzahlungen), welche den dadurch verursachten Kohlendioxidausstoß wieder neutralisieren. Obwohl diese Idee modern geworden ist, gab es daran zuletzt ernsthafte Kritik.
Trotzdem mag es eine glaubwürdige Alternative sein, Bäume in der gleichen Landschaft zu pflanzen und den Wald zu erhalten, um so den Kohlendioxid zu binden, der durch die Verbrennung fossiler Brennstoffe freigesetzt wurde. Unter britischen Wachstumsverhältnissen kann diese Methode 200 Tonnen Kohlenstoff pro Quadratkilometer binden (gemessen über eine Wachstumsperiode von 100 Jahren). So kann ein Wald von vier km² alle 25 Jahre 200 Tonnen Kohlenstoff aufnehmen. Dies entspricht dem Äquivalent von 10.000 Tonnen Kohlendioxid. Die Unsicherheiten bei dieser Lösung liegen in der Ungewissheit, ob diese zusätzlichen Pflanzungen wirklich getätigt wurden und ob sie in der Zukunft auch erhalten werden. Für viele ist eine lokale sichtbare Lösung verlässlicher als eine weit entfernt liegende Anpflanzung.

### Herausforderungen und Möglichkeiten durch nicht erneuerbare Quellen
Die folgenden Technologien sind Möglichkeiten, den Effekt des Kohlenstoffausstoßes zu reduzieren, und stellen somit einen wichtigen Aspekt der Energiedebatte in Schottland dar. Aus diesem Grund werden sie hier der Vollständigkeit halber vorgestellt. Ihre Auswirkungen werden die zukünftige Ausrichtung der erneuerbaren Energie beeinflussen, ohne dass sie selbst eine Form der erneuerbaren Energie sind.
Kohlenstoffversenkung: Auch bekannt unter Kohlenstoffaussonderung und -lagerung, gehört zu dieser Technologie die Lagerung von Kohlendioxid (CO2), welche sich als Nebenprodukt eines anderen technischen Prozesses ergibt, nämlich der Verpressung in Öllagerstätten. Es ist keine Form der Gewinnung erneuerbarer Energie, aber es kann ein Weg sein, den Effekt der Verbrennung fossiler Brennstoffe solange zu vermindern, bis erneuerbare Energien kostengünstig zur Verfügung stehen. Es mag auch ein Schritt in Richtung der Wasserstoffwirtschaft sein (siehe unten). Diese Wasserstoffwirtschaft wird entweder eine weitere Entwicklung der erneuerbarer Energie ermöglichen oder diese möglicherweise auch aus dem Feld schlagen. Die Technologie wurde erfolgreich in Norwegen entwickelt, aber sie ist noch im Versuchsstadium.
Saubere Kohle-Technologie: Es wird vermutet, dass es bis zum Jahr 2020 bis 2025 dauern wird, bevor es saubere Kohlekraftwerke in kommerziellen Größenordnungen geben wird (Kohlekraftwerke mit Aussonderung und Einlagerung von Kohlenstoff). Hinzu kommt, dass einige diesem Konzept kritisch gegenüberstehen, und es ist bestenfalls ein Konzept zur Verbesserung der Kohlenstoffemission. Es ist keine Form der Erzeugung erneuerbarer Energien, bedeutet jedoch ebenso wie die Kohlenstoffversenkung eine bedeutende Herausforderung für die Entwicklung der Wirtschaftlichkeit der erneuerbaren Energie.
Kernenergie: Das Konzept der erneuerbaren Energie schließt die Kernenergie aus obwohl diese Sichtweise auch in Frage gestellt wurde.
Müllverbrennung: Es gibt eine erfolgreiche Müllverbrennungsanlage in Lerwick in Shetland, die 22.000 Tonnen Müll jedes Jahr verbrennt und Fernwärme für über 600 Kunden zur Verfügung stellt. Obwohl diese Anlagen Kohlendioxid durch die Verbrennung von biologischem Material und von Plastikmüll (das wiederum aus fossilen Brennstoffen hergestellt wurde) freisetzen, verkleinern sie den Umweltschaden, der sonst durch die Freisetzung von Methan aus den Deponien entstehen würde. Methan ist sehr viel umweltschädlicher als Kohlendioxid aus den Verbrennungsprozessen. Andere Systeme ohne Fernwärme haben eine ähnliche Kohlenstofffreisetzung, z. B. die direkte Deponierung.

### Wasserstoff

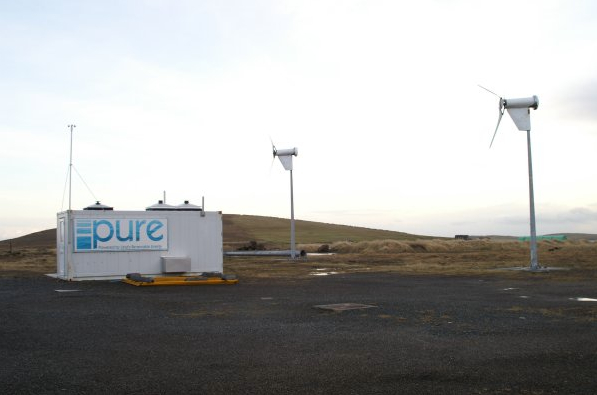
Hypod und Windräder auf dem PURE-Gelände in Unst

Obwohl Wasserstoff wesentliche Möglichkeiten als alternativer Energieträger gegenüber Kohlenwasserstoffen bietet, ist weder Wasserstoff selbst noch die damit verbundenen Brennstoffzelle selbst eine Energiequelle. Trotzdem ist die Kombination von erneuerbarer Energie und Wasserstoff sehr interessant für all diejenigen, die eine Alternative zu fossilen Brennstoffen suchen. Es gibt einige schottische Projekte, die in dieser Forschung einbezogen sind, die gefördert wird von Scottish Hydrogen & Fuel Cell Association (Schottische Wasserstoff- und Brennstoffzellen-Vereinigung).
Das PURE-Projekt in Unst in Shetland ist ein Trainings- und Grundlagenforschungszentrum, welches eine Kombination verschiedener Windkraftanlagen und Brennstoffzellen nutzt, um eine Hybridanlage zu schaffen. Zwei 15-kW-Windräder sind mit einer 'Hypod'-Brennstoffzelle gekoppelt, die wiederum Energie zum Heizen, zur Wasserstoffverflüssigung und dem Betrieb eines innovativen mit Brennstoffzellen betriebenen Autos bereitstellt. Das Projekt ist ein Gemeinschaftsprojekt und Teil der Unst-Partnerschaft, einer gemeinnützigen Vereinigung.
In den Äußeren Hebriden wurde 2006 geplant, eine 10-Millionen-£-Müllverarbeitungsanlage in eine Wasserstofferzeugungsanlage umzubauen. Die Gemeinde hat ebenfalls zugestimmt, wasserstoffgetriebene Busse zu beschaffen und hofft, dass die neue Anlage, die zusammen mit dem lokalen Wasserstoff-Forschungslabor konstruiert wurde, die Tankstellen der Insel, Häuser und den Industriepark in Arnish beliefern kann.
ITI Energy ist eine Firma mit dem Zweck, Forschungs- und Entwicklungsprogramme im Energiesektor zu unterstützen. Sie ist ein Teil von ITI Schottland, wozu auch ein Lifesciences- und ein Digitalmedienbereich gehört. ITI Energy hat seinen Blick auf das Alterg-Projekt geworfen, eine französische Firma, die Technologien für die kostengünstige Speicherung von Wasserstoff entwickelt.
Eine ganz andere Lösung wird von BP in der Partnerschaft mit 'Scottish and Southern Energy' für die Errichtung eines wasserstoffbasierten Kraftwerkes in Peterhead vorgeschlagen. Das Projekt wird Erdgas aus den Nordseefeldern nutzen, dieses Gas dann cracken, um so Wasserstoff und Kohlendioxid herzustellen, den Wasserstoff dann verbrennen, um in einem 475-MW-Kraftwerk Strom zu erzeugen. Das CO2 wird in das 'Miller field reservoir', mehr als 4 km unterhalb des Meeresbodens zurückgeleitet, dieser Prozess wird 'carbon sequestration' (Beschlagnahme durch Kohlenstoff) genannt. Der Entwurf soll 2009 bei geschätzten Kosten von $600 Millionen in Betrieb gehen, wobei es berechtigte Zweifel gibt, ob es genügend Unterstützung von der britischen Regierung bei der Umsetzung dieses Planes gibt. Wenn umgesetzt, wird diese Fabrik die erste im industriellen Maßstab in der Welt sein, die mit Wasserstoff betrieben wird.

## Lokale gegen nationale Bedenken

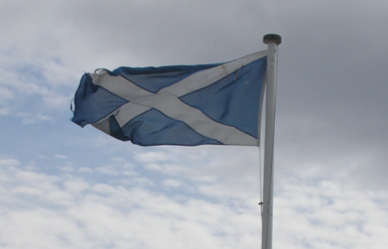
„Ein Kampf der Umwelt- gegen die Naturschützer“

Eine wesentliche Besonderheit der erneuerbaren Energie Schottlands ist die Tatsache, dass die Quellen weitab von den Hauptzentren der Bevölkerung und damit des Verbrauchs liegen. Das ist keineswegs ein Zufall. Die Gewalt des Windes, der Wellen und der Flut an der Nord- und Westküste und die Kraft des Wassers in den Bergen ergeben eine beeindruckende Kulisse, aber auch harsche Lebensbedingungen. W. H. Murray beschreibt die Hebriden als „die Inseln am Rande der See, wo Männer willkommen sind – wenn sie körperlich stark und geistig stur sind“.
Dieses zufällige Zusammentreffen von Geografie und Klima hat einige Probleme beschert. Da ist ein deutlicher Unterschied zwischen den überschaubaren Kraftwerken, welche die Inseln mit erneuerbarer Energie versorgen können und den Kraftwerken im industriellen Größenmaßstab am gleichen Ort, die gebaut werden, um weit entfernte Bevölkerungszentren mit Energie zu versorgen. So gab es bedeutende Auseinandersetzungen um eines der weltgrößten Windfarmen, die auf der Hebriden Insel Lewis errichtet werden sollte. Ein damit verbundenes Problem ist der Bau ein Hochspannungsleitung zwischen Beauly und Denny, welche die erzeugte elektrische Energie aus erneuerbaren Quellen im Norden und Westen zu den Städten im Süden bringen soll. Die Angelegenheit hat zu einer öffentlichen Anhörung geführt und wurde von Ian Johnston von der Zeitung The Scotsman als ein „Kampf, der die Umwelt- gegen die Naturschützer aufgebracht hat und von riesigen Energiekonzernen gegen aristokratische Landbesitzer und Clan-Chefs“.
Es gibt wesentliche Unterstützungen für Projekte im Gemeindemaßstab. So sagte zum Beispiel Alex Salmond, Premierminister von Schottland, dass „wir groß denken können beim Schaffen des Kleinen“ und machte Hoffnung darauf, dass eine „Million schottische Haushalte innerhalb von zehn Jahren Zugriff auf ihre eigene kommunale erneuerbare Energie haben würde“. Die John-Muir-Stiftung hat ebenso festgestellt, dass „die beste Option für erneuerbare Energie innerhalb eines wilden Landes kleine, angepasste Projekte sind, die bei der Gemeinschaft liegen, die am ehesten davon profitieren“, obwohl auch zur Gemeinde gehörige Maßnahmen kontrovers aufgenommen werden.
Ein damit verbundenes Problem ist die Rolle Schottlands innerhalb des Vereinigten Königreiches (UK). Es gibt das Gerücht, dass die UK-Preisstruktur für die Durchleitung elektrischen Stroms zuungunsten der erneuerbaren Energie in Schottland angelegt ist, eine Debatte, welche den Unterschied zwischen dem spärlich besiedelten Norden Schottlands und dem stark verstädterten Süden Englands deutlich macht. Obwohl der ökologische Fußabdruck von Schottland und England gleich ist, stimmt dies nicht für das Verhältnis zwischen dem Fußabdruck und den dafür zur Verfügung stehenden (Bio)Kapazitäten. Schottlands Biokapazität (gemessen als die biologisch produktive Landfläche) ist 4,52 Hektar pro Kopf, etwa 15 % weniger als der ökologische Verbrauch. Mit anderen Worten: mit einer Verringerung des Verbrauchs um 15 % könnte die schottische Bevölkerung von der Produktion ihres Landes leben. Der ökologische Fußabdruck der UK beträgt mehr als das Dreifache der zur Verfügung stehenden Kapazität, die nur 1,6 ha pro Kopf beträgt, einer der niedrigsten in Europa. Deshalb müsste für den gleichen Effekt der Verbrauch in UK um etwa 66 % reduziert werden.
Die Wirtschaft der entwickelten Welt ist im Moment sehr abhängig von billigen örtlich konzentrierten fossilen Brennstoffen. Schottland, als ein relativ dünn besiedeltes Land mit erheblichen Möglichkeiten der erneuerbaren Energie, ist in der einzigartigen Situation, zu demonstrieren, wie der Übergang in eine Wirtschaft mit geringen Kohlenstoffverbrauch und weitverzweigter Energieerzeugung ermöglicht werden kann. Es wird ein Balanceakt notwendig sein zwischen der Unterstützung diesen Überganges und dem Sicherstellen der Energieexporte in die dicht besiedelten Gebiete des Central Belt (Gegend um Edinburgh und Glasgow) und anderswo, während sie dort ihre eigenen Lösungen suchen. Die Spannung zwischen örtlicher und staatlicher Anforderungen im schottischen Umfeld wird ihre Schatten auch auf die größere UK und europäische Bühne werfen.

## Förderung der erneuerbaren Energie
Wachsende landesweite Besorgnis bezüglich 'Peak Oil' und der Klimakatastrophe haben die Frage der erneuerbaren Energie in die politische Agenda hoch getrieben. Verschiedene öffentliche Institutionen und staatlich-private Partnerschaften wurden geschaffen, um das Potenzial zu entwickeln. Das Scottish Renewables Forum hat für die Industrie eine wichtige Mittlerfunktion und vergibt jährlich den Green Energy Awards (Grüner Energie-Preis). Die 'Highlands and Islands Community Energy Company' (HICEC) gibt Ratschläge, gewährt Zuschüsse und Finanzierungen für Selbsthilfegruppen in Nord- und Westschottland, die damit Projekte mit erneuerbarer Energie voranbringen können. 'Aberdeen Renewable Energy Group' (AREG) ist eine staatlich-private Partnerschaft, die geschaffen wurde, um Einsatzgebiete erneuerbarer Energien im Wirtschaftsbereich des Nord-Ostens zu erkennen und zu fördern.
Die Forstverwaltung fördert aktiv die Verwendung von Biomasse. Die 'Climate Change Business Delivery Group' (sinngemäß 'Geschäftsideen im Zeichen des Klimawandels') hat das Ziel, Geschäftsleuten einen Handlungsvorschlag für das angemessene Wirtschaften im Zeichen des Klimawandels zu geben. Mehrere Universitäten spielen eine Rolle bei der Unterstützung der Energieforschung unter dem 'Supergen'-Programm, dazu gehören die Brennstoffzellen Forschung in der Universität St Andrews, Meerestechnologie in der Universität von Edinburgh, verteilte Energiesysteme in der Universität Strathclyde und Früchte für Biomasse im 'UHI Millennium Institute' des Orkney College.

## Zusammenfassung von Schottlands Potential an erneuerbarer Energie
| Technologie           | maximale Leistung 2006 (GW) | mögliche Leistung (GW) | potentieller Ertrag (TWh) pro Jahr |
| --------------------- | --------------------------- | ---------------------- | ---------------------------------- |
| Wind (Land)           | 0,94                        | 11,50                  | 45,0                               |
| Wind (Meer)           | 0                           | 25,00                  | 82,0                               |
| Wellen                | 0,00027                     | 14,00                  | 45,7                               |
| Gezeiten-Strom        | 0                           | 7,50                   | 33,5                               |
| Wasserkraft           | 1,34                        | 1,63                   | 5,52                               |
| Holz                  | 0,012                       | 0,45                   | 1,8?                               |
| Biomasse (außer Holz) |                             | 0,84                   | 6,6                                |
| Biodiesel             |                             | 0,14                   | 1,0                                |
| Biogas                | 0,061                       | 0,07                   | 0,6                                |
| Erdwärme              |                             | 1,50?                  | 7,6                                |
| Sonne                 |                             |                        | 5,8                                |
| Summe                 | 2,4                         | 62,63                  | 236,6                              |

Bemerkungen
a. Bemerkung zu 'maximale Leistung' und 'mögliche Leistung':
Das erste ist eine Schätzung der maximalen Leistung einer Technologie zu einem Zeitpunkt. Das zweite berücksichtigt die durchschnittliche Verfügbarkeit dieser maximalen Leistung über einen bestimmten Zeitraum. Zum Beispiel haben individuelle Windräder einen Volllastfaktor zwischen 15 % and 45 % abhängig von den Windverhältnissen an ihrem Standort, wobei der höhere Volllastfaktor eine höhere durchschnittliche Leistung bei gegebener Maximalleistung ergibt. Die durchschnittliche Leistung ist damit ein Schätzwert, der auf verschiedene Annahmen einschließlich der maximalen Leistung beruht. Obwohl die durchschnittliche Leistung beim Vergleich verschiedener Technologien aussagekräftiger ist als die maximale Leistung, wird wegen der sonst notwendigen problematischen Annahmen doch häufig die maximale Leistung verwandt.:
b. Bemerkungen und Quellen:
Die Gesamtkapazität aller Quellen wurde für 2006 auf 10,3 GW und 9,8 GW geschätzt. It is estimated by RSPB Scotland et al. (February 2006) that electricity output would decline from the current total of 50 TWh per annum to about a third of this figure by 2020 due to decommissioning of existing non-renewable capacity if no new capacity was installed. In 2006 total energy demand was 177.8 TWh. Electricity makes up 20 % of total energy use, but about 15 TWh are exported or lost in transmission.
All figures above are from RSPB Scotland et al. (February 2006) except as otherwise identified below. The main source assumes grid capacity is available. Without this the potential drops significantly to circa 33 TWh.
Current renewable capacity source: From this document 'Biomass electricity' of 12 MW is entered above as 'Wood' and 'Energy from Waste' of 61 MW as 'Landfill gas'.
The tidal potential of the Pentland Firth alone is estimated elsewhere at over 10 GW.
Potential hydro production source: extrapolated from 2004 data in
Potential wood production source:
Potential geothermal energy source:
Potential biomass energy is also estimated at 13.5 TWh
Potential solar energy source:
Potential Energy: '?' indicates an unsourced estimate based on potential capacity. Conversely, geothermal potential capacity is estimated from potential output.
Micro generation (including solar) is estimated as having the potential of producing up to 40 % of current electrical demand by 2050 i.e. circa 14 TWh. The above figures assume 12 % by 2020.
Blank entries mean no data is available. In the cases of the current capacity of biomass, biodiesel and geothermal these will have been very small.